# خلیلان علیا (خرم‌آباد)
خلیلان علیا روستایی از توابع بخش زاغه شهرستان خرم‌آباد در استان لرستان ایران است.

## جمعیت
این روستا در دهستان قائدرحمت قرار دارد و براساس سرشماری مرکز آمار ایران در سال ۱۳۸۵، جمعیت آن ۳۷۱ نفر (۹۴ خانوار) بوده‌و شامل طایفه دالوند و سادات می‌باشد.